# Perendikkopgalmug
De perendikkopgalmug (Contarinia pyrivora) is een muggensoort uit de familie van de galmuggen (Cecidomyiidae). De wetenschappelijke naam van de soort is voor het eerst geldig gepubliceerd in 1886 door Riley.